# تان هوا، با ریا وانگ تاو
تان هوا، با ریا وانگ تاو (به لاتین: Tân Hòa, Bà Rịa–Vũng Tàu) یک منطقهٔ مسکونی در ویتنام است که در استان با ریا-وونگ تائو واقع شده‌است.